# Alkandros (Sohn des Munichos)
Alkandros (altgriechisch Ἄλκανδρος Álkandros) ist in der griechischen Mythologie ein Sohn des molossischen Königs Munichos und der Lelante.
Alkandros ist wie sein Vater ein Seher, gemeinsam mit seinen Geschwistern Megaletor, Philaios und Hyperippe bewohnt er die elterliche Burg. Als Räuber die Burg in Brand stecken, werden die Bewohner wegen ihrer Frömmigkeit von Zeus gerettet, indem er sie in verschiedene Vögel verwandelt, Alkandros verwandelt er dabei in einen Zaunkönig.
Wegen der mythologischen Gestalt seines Vaters scheint es möglich, dass Alkandros mit dem mit Heilgöttern erscheinenden Alkandros zusammenhängt und die Geschichte der Metamorphose nur eine späte Umdeutung des Mythos darstellt.